# NBAジャム (ゲーム)
『NBAジャム』 (NBA Jam) は、1993年2月にアメリカ合衆国のミッドウェイゲームズから稼働されたスポーツゲーム（日本ではタイトーが筐体ごと輸入販売）。アメリカの男子プロバスケットボールリーグであるNBAを題材とした同社の『NBAジャムシリーズ』の第1作。本作のヒットにより、現実性よりもアクションを重視したスポーツゲームが多く生み出される結果となった。

## ゲーム内容
2対2でバスケットの試合を行う本作は、ゲーム史上初の本格的なNBA公認のアーケード・バスケットボールゲームであり、デジタル描画されたキャラクターたちが、本物の選手のように動き回る仕組みになっている。
本作の特徴の一つに非現実的なプレイスタイルがあり、本作においてプレイヤーは物理法則及び人間の身体能力の限界を無視するほど高く飛び上がってスラムダンクを決めることができる。ルールは緩く、プレイヤーが相手を押しても反則にならない。
プレイヤーが連続で3回ゴールを入れると、プレイヤーに火が付き、ターボゲージが強化され、シュートの成功率が上がる仕組みになっている。このモードは相手チームが点数を入れるか、プレイヤー側が燃えているときに4回連続で点数を入れることで解除される。
本作にはイニシャルを入れたりボタンやジョイスティックの入力によって初めて発動する隠し機能や裏技と言ったイースターエッグが多数搭載されている。
例えば、メガドライブ版には、隠しモードとして床が滑りやすくなるスーパー・クリーン・フロアーモードが収録されている。
また、特定の文字列を入力すると、シャーロット・ホーネッツのマスコットヒューゴーやビル・クリントン米国大統領（当時）といった隠しキャラクターを使えるようになる。
アーケード版では、プレイヤーが3Dワイヤフレームで描画された世界の中で戦車を走らせて戦う隠しミニゲームが存在している。

## 各チームの登場選手
アーケード版は1992年から93年までのNBAのシーズンのチームリストが、家庭用版では1993年から94年までのNBAのシーズンのチームリストが使用された。1994年に発売されたメガドライブ版、メガCD版、ゲームギア版、スーパー32X版、スーパーファミコン版、ゲームボーイ版では販売時期に合わせて調整がなされた。
マイケル・ジョーダンは名前や肖像の利用に当たっては本人との契約が必要であるため、登場しない。また、チャールズ・バークレー、シャキール・オニールにも同様の問題があり、一部の版にしか登場しない。

### イースタン・カンファレンス
| チーム                   | アーケード                                    | SNES/メガドライブ                                 | セガCD                                          | ゲームボーイ                                      | ゲームギア                                        |
| ------------------------ | --------------------------------------------- | ------------------------------------------------- | ----------------------------------------------- | ------------------------------------------------- | ------------------------------------------------- |
| アトランタ・ホークス     | ドミニク・ウィルキンス ステイシー・オーグモン | ドミニク・ウィルキンス ステイシー・オーグモン     | ステイシー・オーグモン ムーキー・ブレイロック   | ステイシー・オーグモン ムーキー・ブレイロック     | ドミニク・ウィルキンス ステイシー・オーグモン     |
| ボストン・セルティックス | レジー・ルイス ケビン・マクヘイル             | ディー・ブラウン ロバート・パリッシュ             | ディー・ブラウン ドミニク・ウィルキンス         | ディー・ブラウン ドミニク・ウィルキンス           | ディー・ブラウン ロバート・パリッシュ             |
| シャーロット・ホーネッツ | ラリー・ジョンソン ケンドール・ギル           | ラリー・ジョンソン アロンゾ・モーニング           | ラリー・ジョンソン アロンゾ・モーニング         | ラリー・ジョンソン アロンゾ・モーニング           | ラリー・ジョンソン アロンゾ・モーニング           |
| シカゴ・ブルズ           | スコッティ・ピッペン ホーレス・グラント       | スコッティ・ピッペン ホーレス・グラント           | スコッティ・ピッペン B・J・アームストロング     | スコッティ・ピッペン ホーレス・グラント           | スコッティ・ピッペン ホーレス・グラント           |
| クリーブランド・キャブス | マーク・プライス ブラッド・ドアティ           | マーク・プライス ブラッド・ドアティ               | マーク・プライス ブラッド・ドアティ             | マーク・プライス ブラッド・ドアティ               | マーク・プライス ブラッド・ドアティ               |
| デトロイト・ピストンズ   | アイザイア・トーマス ビル・レインビア         | アイザイア・トーマス ビル・レインビア             | テリー・ミルズ ジョー・デュマース               | テリー・ミルズ ジョー・デュマース                 | アイザイア・トーマス ビル・レインビア             |
| インディアナ・ペイサーズ | レジー・ミラー デトレフ・シュレンプ           | レジー・ミラー デリック・マッキー                 | レジー・ミラー デリック・マッキー               | レジー・ミラー リック・スミッツ                   | レジー・ミラー デリック・マッキー                 |
| ミルウォーキー・バックス | ブラッド・ローハウス ブルー・エドワーズ       | ブラッド・ローハウス ブルー・エドワーズ           | ヴィン・ベイカー エリック・マードック           | ヴィン・ベイカー エリック・マードック             | ブラッド・ローハウス ブルー・エドワーズ           |
| マイアミ・ヒート         | ロニー・サイカリー グレン・ライス             | ロニー・サイカリー ハロルド・マイナー             | ロニー・サイカリー グレン・ライス               | ロニー・サイカリー グレン・ライス                 | ロニー・サイカリー ハロルド・マイナー             |
| ニュージャージー・ネッツ | デリック・コールマン ドラゼン・ペトロビッチ   | デリック・コールマン ケニー・アンダーソン         | デリック・コールマン ケニー・アンダーソン       | デリック・コールマン ケニー・アンダーソン         | デリック・コールマン ケニー・アンダーソン         |
| ニューヨーク・ニックス   | パトリック・ユーイング チャールズ・オークリー | パトリック・ユーイング ジョン・スタークス         | パトリック・ユーイング ジョン・スタークス       | パトリック・ユーイング ジョン・スタークス         | パトリック・ユーイング ジョン・スタークス         |
| オーランド・マジック     | シャキール・オニール スコット・スカイルズ     | ニック・アンダーソン スコット・スカイルズ         | ニック・アンダーソン アンファニー・ハーダウェイ | ニック・アンダーソン アンファニー・ハーダウェイ   | ニック・アンダーソン スコット・スカイルズ         |
| フィラデルフィア・76ers  | ハーセイ・ホーキンス ジェフ・ホーナセック     | クラレンス・ウェザースプーン ジェフ・ホーナセック | クラレンス・ウェザースプーン ジェフ・マローン   | クラレンス・ウェザースプーン ジェフ・ホーナセック | クラレンス・ウェザースプーン ジェフ・ホーナセック |
| ワシントン・ブレッツ     | トム・ググリオッタ ハーベイ・グラント         | トム・ググリオッタ ハーベイ・グラント             | トム・ググリオッタ カルバート・チェイニー       | トム・ググリオッタ カルバート・チェイニー         | トム・ググリオッタ ハーベイ・グラント             |

### ウェスタン・カンファレンス
| チーム                           | アーケード                                  | SNES/メガドライブ                               | セガCD                                          | ゲームボーイ                                    | ゲームギア                                      |
| -------------------------------- | ------------------------------------------- | ----------------------------------------------- | ----------------------------------------------- | ----------------------------------------------- | ----------------------------------------------- |
| ダラス・マーベリックス           | デレック・ハーパー マイク・イウゾリノ       | デレック・ハーパー ジム・ジャクソン             | デレック・ハーパー ジャマール・マッシュバーン   | デレック・ハーパー ジャマール・マッシュバーン   | デレック・ハーパー ジム・ジャクソン             |
| デンバー・ナゲッツ               | ディケンベ・ムトンボ ラフォンゾ・エリス     | ディケンベ・ムトンボ ラフォンゾ・エリス         | ディケンベ・ムトンボ アブドゥル＝ラウーフ       | ディケンベ・ムトンボ アブドゥル＝ラウーフ       | ディケンベ・ムトンボ ラフォンゾ・エリス         |
| ゴールデンステート・ウォリアーズ | ティム・ハーダウェイ クリス・マリン         | ティム・ハーダウェイ クリス・マリン             | クリス・ウェバー ラトレル・スプリーウェル       | クリス・ウェバー ラトレル・スプリーウェル       | ティム・ハーダウェイ クリス・マリン             |
| ヒューストン・ロケッツ           | アキーム・オラジュワン ケニー・スミス       | アキーム・オラジュワン バーノン・マックスウェル | アキーム・オラジュワン バーノン・マックスウェル | アキーム・オラジュワン バーノン・マックスウェル | アキーム・オラジュワン バーノン・マックスウェル |
| ロサンゼルス・クリッパーズ       | ダニー・マニング ロン・ハーパー             | ダニー・マニング ロン・ハーパー                 | プー・リチャードソン ロン・ハーパー             | プー・リチャードソン ロン・ハーパー             | ダニー・マニング ロン・ハーパー                 |
| ロサンゼルス・レイカーズ         | ブラデ・ディバッツ ジェームズ・ウォージー   | ブラデ・ディバッツ ジェームズ・ウォージー       | ブラデ・ディバッツ ニック・バン・エクセル       | ブラデ・ディバッツ ニック・バン・エクセル       | ブラデ・ディバッツ ジェームズ・ウォージー       |
| ミネソタ・ティンバーウルブズ     | クリスチャン・レイトナー チャック・パーソン | クリスチャン・レイトナー チャック・パーソン     | クリスチャン・レイトナー アイザイア・ライダー   | クリスチャン・レイトナー アイザイア・ライダー   | クリスチャン・レイトナー チャック・パーソン     |
| フェニックス・サンズ             | チャールズ・バークレー ダン・マーリー       | ダン・マーリー ケビン・ジョンソン1              | ダン・マーリー ケビン・ジョンソン               | ダン・マーリー ケビン・ジョンソン               | ダン・マーリー ケビン・ジョンソン               |
| ポートランド・ブレイザーズ       | クライド・ドレクスラー テリー・ポーター     | クライド・ドレクスラー テリー・ポーター         | クライド・ドレクスラー クリフォード・ロビンソン | クライド・ドレクスラー クリフォード・ロビンソン | クライド・ドレクスラー テリー・ポーター         |
| サクラメント・キングス           | ウェイマン・ティスデイル スパッド・ウェブ   | ウェイマン・ティスデイル ミッチ・リッチモンド   | ウェイマン・ティスデイル ミッチ・リッチモンド   | ウェイマン・ティスデイル ミッチ・リッチモンド   | ウェイマン・ティスデイル ミッチ・リッチモンド   |
| サンアントニオ・スパーズ         | デビッド・ロビンソン ショーン・エリオット   | デビッド・ロビンソン ショーン・エリオット       | デビッド・ロビンソン チャック・パーソン         | デビッド・ロビンソン デイル・エリス             | デビッド・ロビンソン デイル・エリス             |
| シアトル・スーパーソニックス     | ショーン・ケンプ ベノイト・ベンジャミン     | ショーン・ケンプ デトレフ・シュレンプ           | ショーン・ケンプ デトレフ・シュレンプ           | ショーン・ケンプ デトレフ・シュレンプ           | ショーン・ケンプ デトレフ・シュレンプ           |
| ユタ・ジャズ                     | カール・マローン ジョン・ストックトン       | カール・マローン ジョン・ストックトン           | カール・マローン ジョン・ストックトン           | カール・マローン ジョン・ストックトン           | カール・マローン ジョン・ストックトン           |

1スーパーファミコン、メガドライブ、ゲームギアの初期のバージョンではチャールズ・バークレーとケビン・ジョンソンがフェニックス・サンズに登場するが、バークレーが監修する『バークレーのパワーダンク』の発売を受け、途中からバークレーの代わりにダン・マーリーが登場するようになっている。

## 移植版
| No. | タイトル  | 発売日                           | 対応機種                                   | 開発元               | 発売元     | メディア     | 型式                                                                                           | 備考 |
| --- | --------- | -------------------------------- | ------------------------------------------ | -------------------- | ---------- | ------------ | ---------------------------------------------------------------------------------------------- | ---- |
| 1   | NBAジャム | 1994年3月4日 1994年4月29日       | スーパーファミコン ゲームギア メガドライブ | Iguana Entertainment | アクレイム | ロムカセット | SFC SNS-8N-USA SNSP-8N-NOE SHVC-8N GG T-81248 T-81248-50 T-81037 MD T-81326 T-81326-50 T-81033 |      |
| 2   | NBAジャム | 1994年11月 1994年11月24日        | ゲームボーイ                               | Beam Software        | アクレイム | ロムカセット | DMG-A8NE-USA DMG-A8NP-EUR                                                                      |      |
| 3   | NBAジャム | 1994年12月 1994年 1994年12月20日 | メガCD                                     | Iguana Entertainment | アクレイム | CD-ROM       | T-81035 T-81035-50 T-81034                                                                     |      |

## 開発
アーケードゲーム『トータルカーネイジ』の売れ行きが予想を下回ったため、リードデザイナー兼プログラマーのマーク・ターメルはより広い層に 受け入れられるようなゲームを作りたいと考え、ミッドウェイがかつて開発したバスケットボールゲーム『アーチライバルズ』のようなゲームにデジタル・グラフィックを合わせたゲームの制作を決めた。ライセンス料に加えて筐体一台が売れるごとに100ドルを支払うという条件で、ミッドウェイはNBAから許諾を得た。当時NBAは「NBA Jam Session」という名でファンイベントを行っており、ゲームはこれにちなんで『NBAジャム』と名付けられた。
プログラマー兼メインデザイナーはマーク・ターメルが担当し、他にアーケードゲーム『トータルカーネイジ』（1992年）を手掛けたショーン・リプタクやトニー・ゴスキーなどが参加した。プログラムはすべてアセンブリ言語で書かれた。
ミッドウェイがNBAに見せた初期イメージビデオでは、別アングルでの映像やコーチからのアドバイス、判定映像、選手から見た速攻の映像といった機能が搭載されていたが、どの機能も完成版には反映されなかった。選手のグラフィックは、アマチュア選手の映像をデジタル処理したものが基になっており、モデルとなったアマチュア選手の中には、のちにNBAの選手となるスティーブン・ハワードも含まれていた。これらの選手は一部機種で隠しキャラとしてプレイすることができる。
2008年、 デトロイト・ピストンズのファンだったターメルは、対ピストンズ戦で同点のまま残り時間がわずかになった際ブルズのシュートが外れるようにプログラムを組むといった、シカゴ・ブルズに対する不当な扱いをしたことを明かした。

## スタッフ
- デザイン・チーム：マーク・ターメル、ショーン・リプタク、トニー・ゴスキー、ジョン・カールトン、サル・ディヴィタ、ジョナサン・ヘイ、ジェイミー・リベット
- ハードウェア・サポート：キャリー・メドニック、パット・コックス、レイ・マシカ、シェリダン・オースラー、マット・ブーティ、ジョン・ロー、アル・ラスコ
- スターリング：スティーブン・ハワード（英語版）、ウィリー・モーリス・ジュニア、トッド・マクラーン、トニー・スコット、ケリー・ホスキンズ、ロレイン・オリビア
- エグゼクティブ・プロデューサー：ニール・ニカストロ、ケネス・J・フェデスナ

## 評価
スーパーファミコン版
ゲーム誌『ファミコン通信』の「クロスレビュー」では、7・6・6・7の合計26点（満40点）、『ファミリーコンピュータMagazine』の読者投票による「ゲーム通信簿」での評価は以下の通りとなっており、20.8点（満30点）となっている。
| 項目 | キャラクタ | 音楽 | お買得度 | 操作性 | 熱中度 | オリジナリティ | 総合 |
| 得点 | 3.4        | 3.2  | 3.4      | 3.6    | 3.7    | 3.4            | 20.8 |
メガドライブ版
- ゲーム誌『ファミコン通信』の「クロスレビュー」では合計22点（満40点）、『メガドライブFAN』の読者投票による「ゲーム通信簿」での評価は以下の通りとなっており、21.8点（満30点）となっている。

| 項目 | キャラクタ | 音楽 | お買得度 | 操作性 | 熱中度 | オリジナリティ | 総合 |
| 得点 | 3.6        | 3.3  | 3.3      | 3.8    | 4.2    | 3.8            | 21.8 |
- ゲーム本『メガドライブ大全』（2004年、太田出版）では、トラベリングの際にシューズが点滅する事やシュートで5メートル程飛躍する事、ディフェンス時に相手チームから大きく飛ばされる事などに関して「とにかくバカっぽいのが楽しい」と肯定的に評価、さらに選手が全員実名である事に触れ、様々なコンビプレイやテクニックが可能である点に関して「存分に味わえて痛快」と称賛した。

## スピンオフ・シリーズ化
1994年、続編『NBA Jam Tournament Edition』（略称：NBA Jam T.E.）のアーケード版がリリースされた。続編には、より新しいロースターとより多くの新機能、そしてこのソフトとタイアップしたイースター・エッグが付いてきた。また、これらのゲームはパーソナルコンピュータを含む家庭用への移植も行われた。家庭用は多数の隠しキャラクターのおかげもあって大ヒットした。当時のビル・クリントン大統領とその妻ヒラリー・クリントン、副大統領アル・ゴアも隠しキャラクターとして用意されていた。家庭版のリリースの際、アクレイム・エンタテインメントはプレスリリースで「アクレイムが『NBA Jam』の独占的な権利を有している」と主張した。ミッドウェイがアーケード版を、アクレイムが家庭版をリリースする分業体制には以前から不安が囁かれていたが、この件が決定的となり、ミッドウェイは『NBA Jam』の名前を使うことはなくなった。
1996年、アクレイム・エンタテインメントは、カレッジ・リーグを題材としたバスケットボールゲーム『College Slam』をリリースした。このゲームは『NBAジャム』シリーズとして発売されたゲームではないが、大学のチームを扱っているほかはグラフィックスやサウンド、ゲーム感覚に至るまで『NBAジャム』そのままで、「『NBAジャム』の劣化コピー」と各誌で酷評された。この年『NBAジャム』からは『NBA Jam Extreme』をリリースした。このゲームは3Dグラフィックスが導入され、マーヴ・アルバートが出演するなど、さまざまな改良がなされたが、同年ミッドウェイがリリースしたキャラクター作成機能をもつ『NBAハングタイム』には及ばなかった。
また、ミッドウェイは本作以降も、『NBAハングタイム』や"NBA Showtime: NBA on NBC"（1999年）といったNBAを題材とした作品で人気を出したが、2000年の3対3のミニバスケゲームNBA Hoopzをもってミッドウェイ版NBAジャムを終わらせた。ミッドウェイは本作のアイデアを応用して別のスポーツのゲームを開発するようになり、1995年にはホッケーゲーム『NHL Opwn Ice: 2 On 2 Challenge』を、1997年にはアメリカンフットボールゲーム『NFL Blitz』をリリースした。NFLとの契約は2004年に終了したが、その後も『NFL Blitz』シリーズは続き、2005年には『Blitz: The League』をリリースした。
一方でアクレイム・エンタテインメントは、『NBAジャム』の名でバスケットボールゲームを出し続け、2003年にも新作を発売した。しかしバスケットボールゲームは競合他社も多く、売り上げは振るわなかった。2004年7月、アクレイム・エンタテインメントは倒産処理手続きを開始した。ミッドウェイも2009年2月に倒産処理手続きに入った。
2010年10月5日、EAスポーツはWii用ソフト『NBAジャム』を出した。同作のPS3版およびXbox 360版は11月に発売されたほか、2012年にはiOS・Androidに向けた配信も行われた。開発の主体はEAバンクーバーだが、第一作のプロデューサーであるマーク・ターメルも監修として参加している  。2010年版NBAジャムは批評面でも商業面でも成功し、2011年にはNBA Jam: On Fire Edition（PSN:10月4日、XBLA:10月5日）が発売された。

## ポップカルチャーへの影響
いくつかのサブカルチャーで使われていた"He's heating up" 、"He's on fire" 、"Boomshakalaka!" は公の場に進出している。"He's heating up"という言葉は、誰かが2・3度連続して成功することを使われる。ゲームの中では、プレイヤーが連続して3度以上ゴールを決めたときに使われた。
"He's on fire" 自分のチームが4点以上スコアを入れた後や、相手チームがスコアを入れたことをさす。これは、ゲームの中において、火のついたボールをついてゴールを入れた途端にバスケットゴールのネットが燃えたからである。
アナウンサーは前述のMarv Albertがモデルとなっているが、ゲーム中では言及されなかった。
他に有名なフレーズには"The Monster Jam!", “Jams it in!”, "A spectacular dunk!", "Wild Shot!", "From Downtown", "For Three!", "From long range",“Grabs the rebound!” がある。
ついには、スパイク・リー主演の映画『シーズ・ガッタ・ハヴ・イット』(1985年公開) に登場するマーズ・ブラックモンのスローガンとタイアップしてしまった。なお、マーズ・ブラックモンは当時のナイキのバスケシューズのTVCMにも出演している。彼がパフォーマンスをした後、Tim Kitzrow演じるコメンテーターが"Is it the shoes?"と尋ねる内容になっている。（"whoomp, there it is!"と感嘆するバージョンもあり）